# Abraham von Freising

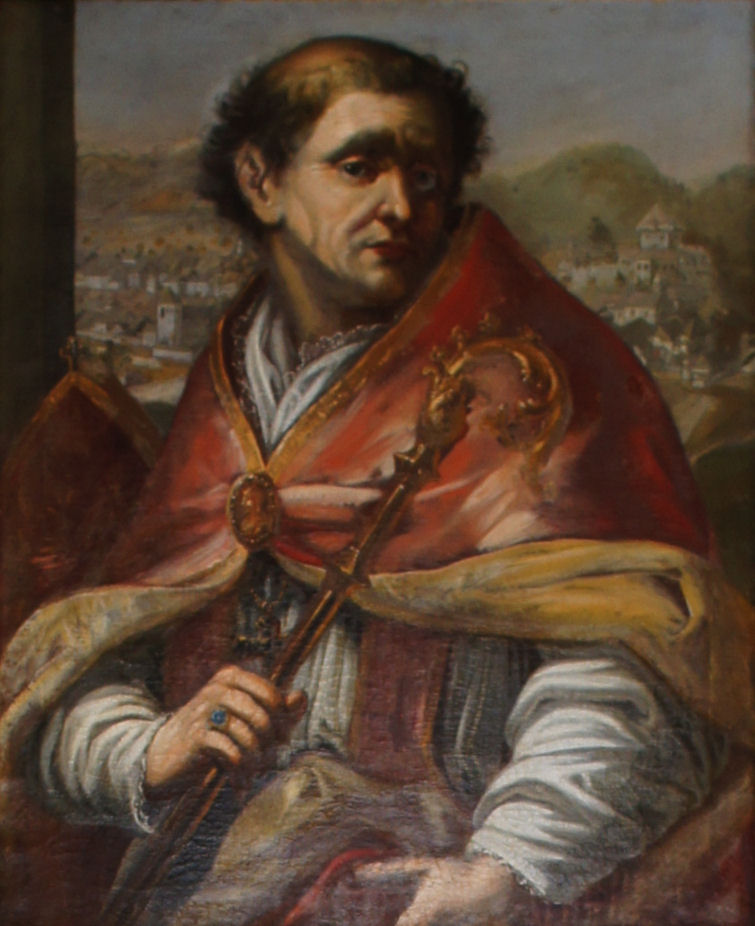
Abraham auf einem Gemälde im Fürstengang Freising

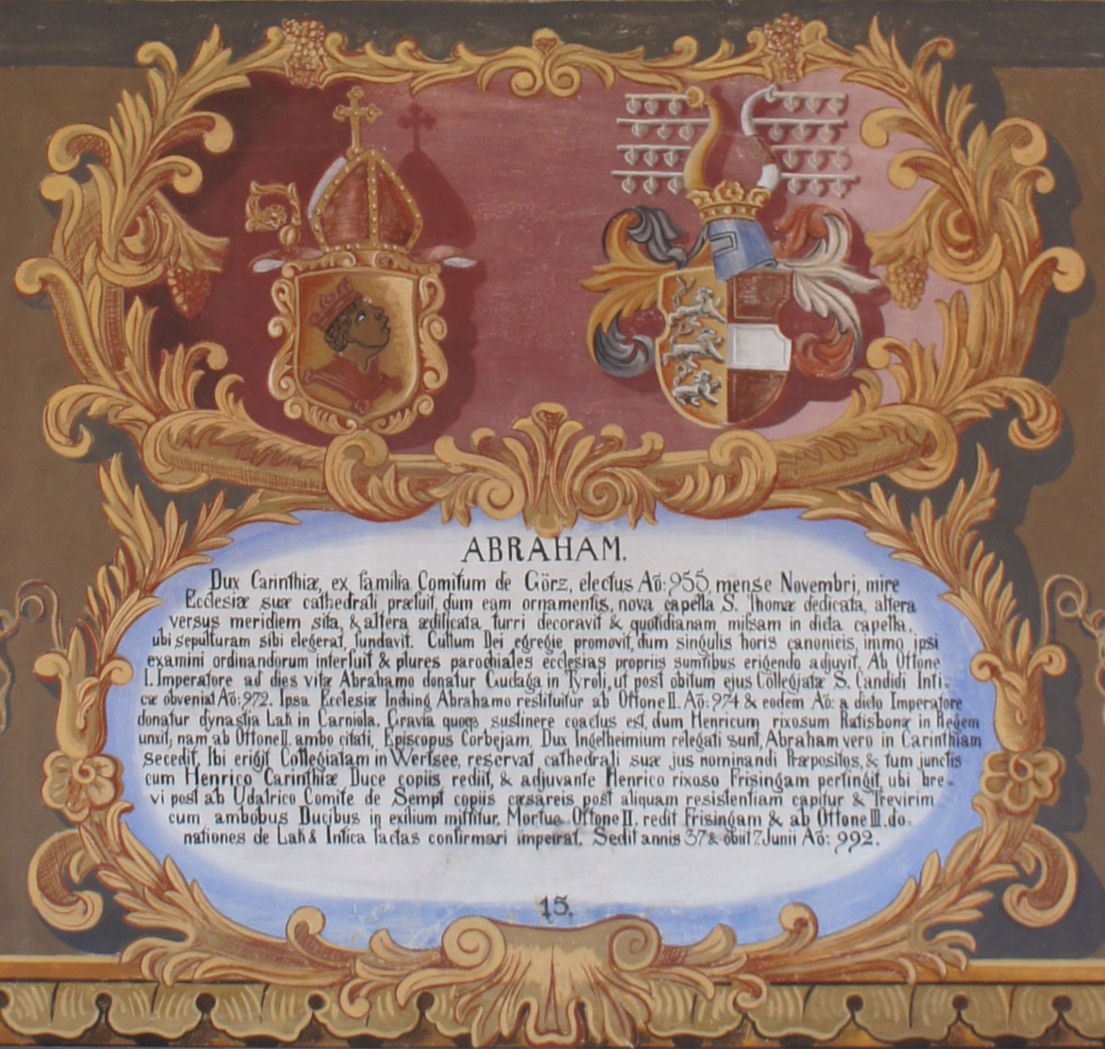
Wappentafel von Abraham im Fürstengang Freising

Abraham von Freising (* vor 950; † 7. Juni 993 oder 994 in Freising) war seit dem Jahr 957 Bischof von Freising.

## Leben
Abraham aus dem Geschlecht der Grafen von Görz. Er verwaltete unter Otto I. († 973) als Berater der Herzoginwitwe Judith und ihres Sohnes Heinrich II. Bayern und beteiligte sich 974 an einer Verschwörung gegen Otto II. Er wurde daraufhin 974 zeitweise im Kloster Corvey bei Höxter gefangengehalten. 
Er wirkte auch in Kärnten in der Slawenmission und gewann für das Bistum Freising Besitzungen in der Krain und Oberitalien. Die in der Dombibliothek Freising verfassten Freisinger Denkmäler (slowenisch Brižinski spomeniki, lateinisch Monumenta Frisingensia) gelten als ältestes schriftliches Zeugnis der Sprache der slawischen Karantanen.
Abraham ließ den Nordturm des Freisinger Domes erbauen.